# گوادالوپی (کالیفرنیا)
گوادالوپی (به انگلیسی: Guadalupe) شهری در شهرستان سانتا باربارا، کالیفرنیا ایالت کالیفرنیا است که در سرشماری سال ۲۰۱۰ میلادی، ۷۰۸۰ نفر جمعیت داشته است.